# Pycnoporellus
Pycnoporellus is een geslacht van schimmels behorend tot de familie Pycnoporellaceae. De typesoort is Pycnoporellus fibrillosus, maar deze is later hernoemd naar Pycnoporellus fulgens.

## Soorten
Volgens Index Fungorum telt het geslacht twee soorten (peildatum februari 2022):
| Soortnaam                                      | Auteur(s)                       | Publicatiejaar |
| ---------------------------------------------- | ------------------------------- | -------------- |
| Pycnoporellus alboluteus                       | (Ellis & Everh.) Kotl. & Pouzar | 1963           |
| Pycnoporellus fulgens (Oranje sparrenhoutzwam) | (Fr.) Donk                      | 1971           |